# Vinkia callitrichoides
Vinkia es un género monotípico de plantas fanerógamas perteneciente a la familia  Haloragaceae. Su única especie, Vinkia callitrichoides, es originaria de Australia.

## Taxonomía
Vinkia callitrichoides fue descrita por  (Orchard) Meijden y publicado en Blumea 22. 1975.
Sinonimia
- Myriophyllum callitrichoides Orchard	[3]